# Ada Pace
Ada Pace, nota anche con lo pseudonimo di Sayonara (Torino, 16 febbraio 1924 – Rivoli, 15 novembre 2016), è stata una pilota automobilistica e pilota motociclistica italiana che svolse attività agonistica negli anni cinquanta e sessanta.

## Biografia

### Gli inizi

Ada Pace con la Ferrari 250 GT alla Stallavena-Boscochiesanuova del 1962

Figlia di un artigiano torinese, iniziò giovanissima a frequentare gli ambienti sportivi, praticando la pallacanestro e, in seguito, gare di atletica e tiro a segno. Scoprì la sua passione per i motori e la velocità nell'immediato dopoguerra quando, in sella ad una "Vespa", partecipò alle gare monomarca organizzate dal "Vespa Club", negli anni 1947-48.
In quel periodo primeggiava continuamente, tanto da indurre la dirigenza Piaggio a prenderla in squadra e affidarle una moto ufficiale. Per i colori della casa di Pontedera, si cimentò in varie competizioni, compresa la "Sei Giorni" e la "Mille Chilometri", con risultati incoraggianti.
Nel 1950 iniziò a partecipare anche a qualche gara automobilistica, con la scarsa incisività dovuta alla poca esperienza e, soprattutto, alla mancanza di mezzi competitivi, ma si rifece con le vittorie in "Vespa", che le consentirono di conquistare il Trofeo Nazionale Gincane nel 1953, nel 1954 e nel 1956.

### Il primo successo importante
La sua carriera di pilota sembrava destinata a restare nell'ambito delle "due ruote" finché, il 21 aprile 1951, si presentò alla partenza della "Torino - San Remo" alla guida di una datata, ma finalmente competitiva, "Fiat 1500 6C": vinse contro ogni pronostico, gettando nel panico gli organizzatori e, nondimeno, la propria famiglia.
La direzione di gara, infatti, non sapeva come accogliere una vincitrice donna, eventualità non prevista dal regolamento, mentre i genitori erano restii, secondo la rigida moralità dell'epoca, ad inviare la figlia nubile in quella bolgia di corridori, meccanici, giornalisti e fotografi.
La questione venne risolta con un compromesso di buonsenso (per l'epoca): la direzione di gara accolse la vincitrice con un mazzo di fiori, mentre a bordo dell'automobile con cui Pace raggiunse il podio, come da protocollo, sedeva impettita la madre, dotata di borsetta sulle ginocchia ed espressione vigile "d'ordinanza". Probabilmente, l'unico caso di "premiazione sotto scorta" che la storia dell'automobilismo ricordi.

### Lo sberleffo di Sayonara

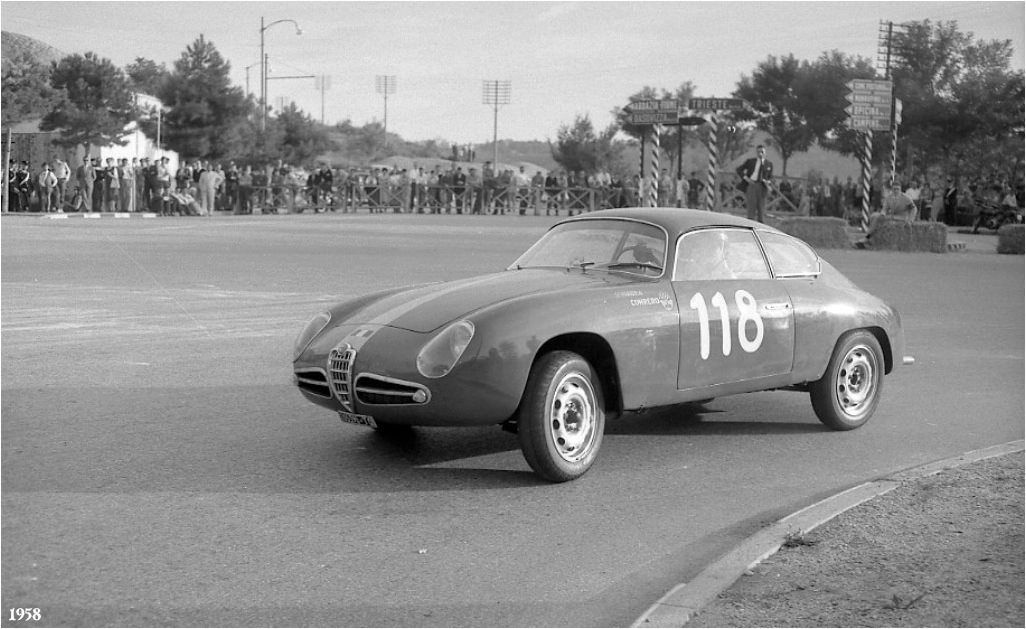
Ada Pace in gara con l'Alfa Romeo Giulietta SZ, preparata da Conrero, nel 1958

Gara dopo gara, Ada Pace divenne una "testa di serie" dalla quale, passato il momento di sorpresa, molti colleghi uomini mal sopportavano d'essere battuti. Ogni volta che la "corridrice" (come si diceva al tempo) si affacciava sul podio, veniva regolarmente sommersa dai "reclami ufficiali" dei piloti giunti alle sue spalle che, almeno in un caso, sfociarono in un procedimento giudiziario. Un forte segnale venne dato dalle autorità sportive al termine della gara sul Circuito di Lumezzane, nel 1957. Il commissario tecnico Renzo Castagneto, autorevole patron della Mille Miglia, all'ennesimo reclamo decise di sottoporre alle verifiche anche le automobili dei reclamanti, giunti secondo e terzo. Il responso delle verifiche fu sorprendente: il veicolo di Pace risultò regolare, mentre gli altri due vennero squalificati.
Al Circuito di Modena, dove vinse nella Coppa d'Oro ACI del 1960, non vennero presentati reclami, ma il secondo e il terzo classificati disertarono l'importante premiazione, rifiutandosi di salire sul podio in posizioni inferiori a quella di una donna.
In verità, occorre dire che Ada Pace, nonostante l'aspetto pacioso e sorridente, non si faceva pregare nel "rendere pan per focaccia" ai colleghi uomini: spesso metteva la scritta "sayonara" (in giapponese "arrivederci") al posto della targa posteriore, tanto per far capire al sorpassato di turno che si sarebbero rivisti solo dopo il traguardo.
In breve tempo, "Sayonara" fu il soprannome con cui tutti la chiamavano nell'ambiente delle corse e Pace lo utilizzò anche come pseudonimo ufficiale per l'iscrizione alle gare; possibilità concessa dal regolamento sportivo CSAI. Ad esempio, è nella corsa in salita Aosta-Pila del 1959 alla quale partecipò nella categoria Gran Turismo come "Sayonara" a bordo di una "Alfa Romeo Giulietta Sprint Veloce", per poi tornare al parco chiuso (grazie a un palorcio per il trasporto della legna) e ripartire nella categoria Sport, come Ada Pace, a bordo di una "Osca 1100 Sport", vincendo la gara e stabilendo il nuovo record del tracciato. Tale duplice partecipazione si verificò varie volte nelle stagioni 1959 e 1960, durante le quali Pace aveva due vetture a disposizione.

### Le gare internazionali
Poco a poco, le doti di "Sayonara" furono conosciute e apprezzate. Divennero suoi estimatori molti "mostri sacri" dell'automobilismo come Elio Zagato, Enzo Ferrari, Piero Taruffi, Cesare Fiorio e i fratelli Maserati, solo per citare alcuni "pezzi da novanta".
All'ultima edizione della Mille Miglia, nel 1957, partecipò nella categoria "Grand Touring Special" a bordo della sua Alfa Romeo Giulietta Sprint Veloce n.103, senza copilota.
Forse per la stanchezza, durante la fase di ritorno del 12 aprile, uscì di strada sbattendo la fiancata contro un albero, nei pressi di Porto San Giorgio.

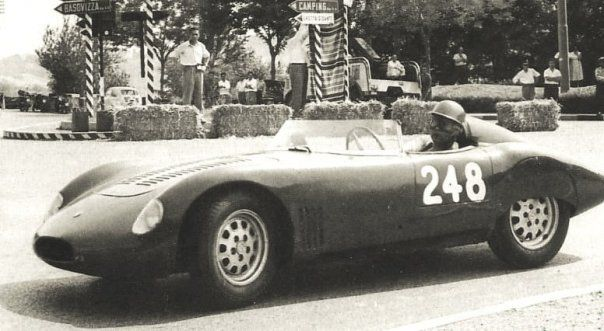
Con la Osca-Maserati MT4 alla Trieste-Opicina del 1959

Venne subito soccorsa da un commissario di percorso, che accertò lo stato incolume di Ada, a parte qualche contusione, ma le impedì di ripartire in quanto la vettura aveva perduto una portiera nell'urto. Visto che la "Giulietta" era ancora in grado di marciare, Pace chiese di poter continuare comunque la gara, ma il commissario si dichiarò incompetente a decidere, demandando la deroga al vicino posto di controllo, sito sulla riva opposta del fiume che costeggiava la strada. Ada cercò di comunicare con i commissari di gara, ma, nonostante la breve distanza, non riuscì a farsi udire per il rumore causato dallo scorrere dell'acqua.
Ritornare al posto di controllo, percorrendo la strada in senso opposto alla gara, non era consentito e, quindi, Ada Pace decise di arrangiarsi a suo modo: sotto gli occhi esterrefatti del commissario e del pubblico, si tolse la tuta e si gettò nelle fredde acque dell'Ete, attraversandolo a nuoto. Tuttavia, la sua determinazione non fu premiata in quel caso, vedendosi confermare il divieto a riprendere la gara, per ragioni di sicurezza.
Nel 1958, Ada Pace vinse la Trieste-Opicina e, nel 1960, la "Targa Florio" (categoria 1100 sport), a bordo di un'OSCA-Maserati. L'anno seguente, con la stessa vettura, gareggiò nella cronoscalata Stallavena-Boscochiesanuova, aggiudicandosi la categoria Sport e segnando un record rimasto imbattuto. Durante la stagione venne ingaggiata dalla "squadra del Portello" e partecipò, con le "Giulietta SZ" ufficiali, a numerose gare. Nel 1963, fu tra i primi piloti a portare il celebre "triangolo azzurro" cucito sulla tuta.

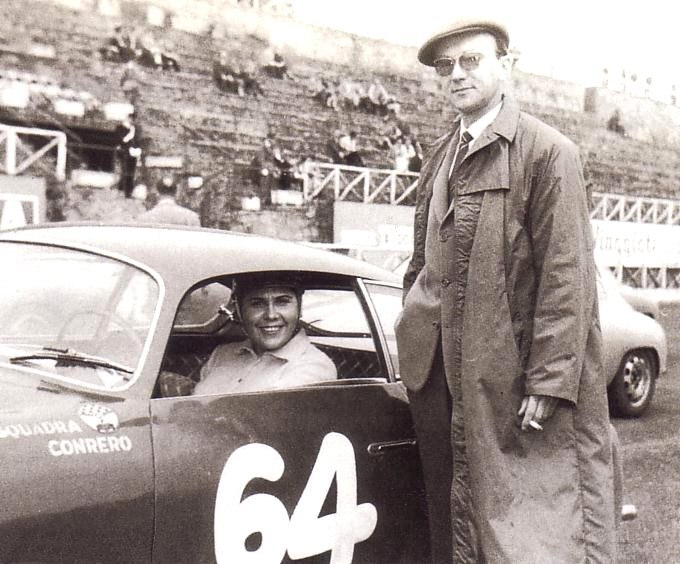
Ada Pace ed Elio Zagato alla "12 ore di Monza" del 1961

Con la "SZ" di sua proprietà aveva già dato buona prova conquistando la piazza d'onore nel Rallye del Sestriere del 1959 ed è in una delle "SZ" ufficiali, alla "12 ore di Monza" del 1961, che le occorse l'incidente più spettacolare della carriera, dal quale si può capire la grinta del personaggio.
Mentre sul circuito brianzolo si accingeva ad impostare la Curva Grande, sul filo dei 200 km/h, la coppia conica della sua "Giulietta" cedette improvvisamente, provocando il decollo della vettura e la conseguente disastrosa ricaduta a ruote in aria.
La situazione si presentava drammatica, vista la lontananza dei soccorsi e considerato che Pace era imprigionata nella vettura capovolta, con il tetto schiacciato, le portiere bloccate e la benzina che filtrava abbondantemente nell'abitacolo. "Sayonara", però, non era tipo da perdersi d'animo e, dopo aver guadagnato il sedile posteriore, sfondò il lunotto a colpi di gomito. Fuoriuscì dal veicolo e si mise a correre per raggiungere il riparo; appena in tempo per vedere il fuoco divampare.
Sempre nel 1961, acquistò una Lotus Eleven-OSCA, partecipando a varie competizioni riservate alle sport-prototipo, come la 4 Ore di Pescara, sotto i colori della Milano Racing Club. A fine stagione vendette la Lotus-OSCA, per 3 milioni di Lire a un giovane aspirante pilota, Enzo Osella, futuro fondatore della Osella Corse.

### Il ritiro dalle corse

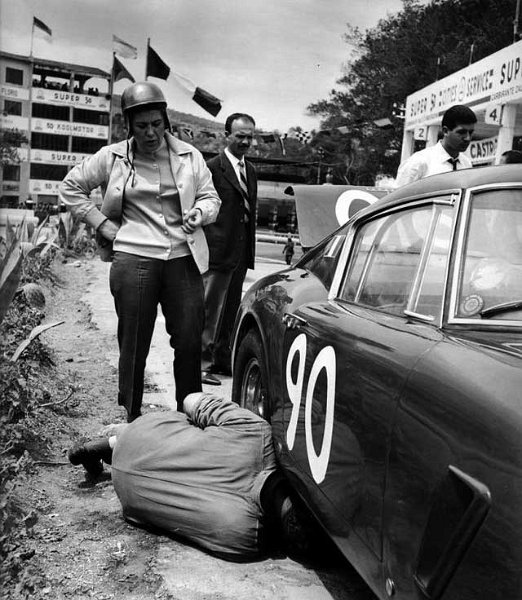
Con la Ferrari 250 GT alla Targa Florio del 1962

Nel 1964 fu accolta nella Squadra Corse HF Lancia e le venne affidata una Lancia Flaminia Zagato Sport con la quale partecipò alla 1000 km del Nürburgring. A metà gara si ruppe il comando dell'acceleratore e Pace riuscì a far passare il filo direttamente nell'abitacolo, per comandarlo con la mano e guadagnare i box, dove giunse con i guanti tagliati e le mani ferite dal filo d'acciaio. Nel complesso fu una stagione avara di successi.
Il 27 febbraio 1965 partecipa al 5º Rally dei Fiori, durante il quale si schianta contro un autocarro che transita in senso contrario sul percorso di gara, nell'entroterra di Borghetto Santo Spirito. Esce illesa dall'incidente che segna il suo ritiro dalle corse. In seguito parteciperà a esibizioni o gare di regolarità per puro divertimento personale e ben lontane dalle competizioni agonistiche di livello nazionale o internazionale.

### Le tragedie personali
Insieme alle grandi soddisfazioni per i successi sportivi, la vita di Ada Pace è punteggiata anche da gravi tragedie personali.
Nel 1961, durante una sessione di prove sul circuito di Modena fu testimone del grave incidente nel quale perse la vita il suo fidanzato Giulio Cabianca, anch'esso pilota. Da quel giorno Ada utilizzò nelle corse esclusivamente il casco rosso che le aveva regalato Giulio poche settimane prima.
Nel 1972 il figlio adottivo Cesare, di 8 anni, morì impiccato a un albero del giardino in conseguenza di un tragico gioco.

## Palmarès
Il palmarès di Ada Pace è impressionante, comprendendo una serie notevole di affermazioni e piazzamenti in gare automobilistiche e motociclistiche, tra le quali spiccano le vittorie alla Trieste-Opicina e alla Targa Florio.
Inoltre ha conquistato sei campionati nazionali di velocità in categoria "Gran Turismo" (dal 1957 al 1962), cinque in categoria "Sport" (dal 1958 al 1962) e i campionati italiani 1953, 1954 e 1956 di "Gincana", con la "Vespa", nella "classe 125".